# Роберт Пенн Воррен
Ро́берт Пенн Во́ррен (англ. Robert Penn Warren; 24 квітня 1905 — 15 вересня 1989) — американський письменник, літературний критик і поет. Представник південної літературної школи, один з фундаторів та активних учасників Південного відродження.

## Життєпис

### Молоді роки
Народився 24 квітня 1905 року в місті Гатрі (штат Кентуккі) в заможній сім'ї. Його батько Франклін був успішним банкіром, мати — Анна Рут Пенн — вчителькою в школі. Дідусі по материнській і батьківській лініях воювали на боці конфедератів під час громадянської війни в США. Вони часто розповідали хлопчикові історії про війну.
Воррен вирішив стати інженером і вступив до університету Вандербільта у Нашвіллі, штат Теннессі. Там він став активним учасником літературного товариства, яке видавало свій журнал «The Fugitive» і захопився поезією.

### Кар'єра та подальше життя
У 1925 закінчив університет Вандербільта, після чого працював над дисертацією в Каліфорнійському і Єльському університетах і — як стипендіат Сесіля Родса — в Оксфордському університеті.
З колективом поетів, які згуртувалися навколо журналу «The Fugitive» (1922—1925), почав хвилю Південного відродження. У роботах ф'юджитивістів почали складатися естетичні принципи південної поетичної традиції середини XX століття. В своїх філософських, літературно-критичних роботах і підручниках вони розробляли принципи літературного аналізу, що отримали назву Нової критики.
Після повернення на батьківщину Роберт одружився з Еммою Брешіа, з котрою познайомився під час навчання в Каліфорнії, і влаштувався викладачем англійської мови в коледж у Мемфісі. Вже через рік він почав викладати в університеті Вандербільта, а через три роки перебрався до університету Луїзіани.
Паралельно з викладацькою діяльністю Воррен активно зайнявся літературною критикою, писав вірші й романи. Причому останні писав «в стіл». Перші два романи Воррена не були опубліковані, опубліковано було тільки третій — «Нічний вершник».
На початку 40-х кар'єра Воррена йшла вгору, він відчував себе молодим і перспективним автором, окрім того зіграв першорядну роль і в літературній критиці. Написані ним книги «Як розуміти поезію» (англ. Understanding Poetry, 1938) і «Як розуміти прозу» (англ. Understanding Fiction, 1943) — класичні зразки так званої «нової критики».
Проте в цей період у Воррена не склалося сімейне життя — його дружина Емма не могла мати дітей, і на початку 50-х вони розлучились. За рік Воррен одружився з Елеонорою Кларк.
У 1957 році за книгу віршів «Обіцянки» (англ. Promises) йому присуджені премія «Національна книга» і Пулітцерівська премія. У подальших книгах, серед яких «Інакше кажучи» (англ. Or Else, 1974), «Поки що тут: вірші 1977—1980» (англ. Being Here: Poetry 1977—1980, 1980), «Підтвердження чуток: вірші 1979—1980» (англ. Rumor Verified: Poems 1979—1980, 1981), «Нові і вибрані вірші 1923—1985» (англ. New and Selected Poems 1923—1985, 1985), особистість представляється в складному взаємозв'язку з історією і часом.
Найвищим досягненням прози Воррена вважається роман «Все королівське військо» (англ. All the King's Men, 1946) — художнє дослідження кар'єри політика, прототипом якого був губернатор Луїзіани Г'юї Лонг. Роман нагороджений Пулітцерівською премією 1947 року.
Як публіцист Воррен особливо яскраво показав себе в «Спадщині громадянської війни» (англ. Legacy of the Civil War, 1961), де піддав нещадному аналізу сучасні йому уявлення про «алібі» південців і «добродіяння» мешканців півночі.
У книзі Воррена «Демократія і поезія» (англ. Democracy and Poetry, 1975) відображено розчарування в сучасній культурі і запропоновано поезію як «чудову протиотруту». Серед численних знаків визнання заслуг Воррена — посада консультанта з поезії в Бібліотеці Конгресу (1944) і Боллінгенівська премія (1967).
У 1986 році він став першим поетом-лауреатом США.
Помер Воррен у Страттоні (штат Вермонт) 15 вересня 1989 року від раку кісток.

## Бібліографія

Поштова марка Роберт Пенн Воррен, 2005

## Переклади українською
- Роберт Пенн Воррен. Все королівське військо. Переклад з англійської: Володимир Митрофанов; післямова: Д. Затонський. Київ: Дніпро, 1986. 536 стор.
- Кикоть В. М. Американська поезія у перекладах Валерія Кикотя. Київ : Видавничий дім «Кондор», 2020. 180 с. [Укр., англ. мови]. ISBN 978-617-7939-17-6.[сторінка?]